# Quiet Life
Albums de Japan
Obscure Alternatives
(1978) Gentlemen Take Polaroids
(1980)
Quiet Life est le troisième album du groupe Japan, sorti en 1979, et leur dernier sur le label Hansa Records.
Il est cité dans l'ouvrage de Robert Dimery Les 1001 albums qu'il faut avoir écoutés dans sa vie.

## Titres
Toutes les chansons sont de David Sylvian, sauf mention contraire.

### Face 1
1. Quiet Life – 4:53
2. Fall in Love with Me – 4:31
3. Despair – 5:56
4. In Vogue – 6:30

### Face 2
1. Halloween – 4:24
2. All Tomorrow's Parties (Lou Reed) – 5:43
3. Alien – 5:01
4. The Other Side of Life – 7:26

## Musiciens
- David Sylvian : chant, guitare
- Mick Karn : basse, saxophone, flûte, chœurs
- Steve Jansen : batterie, percussions, chœurs
- Richard Barbieri : claviers, synthétiseurs
- Rob Dean : guitare, chœurs